# Acisclo Fernández Vallín y Bustillo
Acisclo Fernández Vallín Bustillo (Gijón, 17 de novembre de 1825 - Madrid, 25 de maig de 1896) va ser un científic i catedràtic asturià, acadèmic de la Reial Acadèmia de Ciències Exactes, Físiques i Naturals.

## Biografia
Era fill d'Alonso Fernández Vallín, professor del Reial Institut Asturià, i María Suárez Bustillo. Estudià càlcul i nàutica al Reial Institut Asturià, passant després a la Universitat d'Oviedo, on es va doctorar en Ciències. Va ser, de 1847 a 1850, catedràtic de l'Institut de Segon Ensenyament de Valladolid, d'on va passar, exercint la mateixa càtedra, a l'Institut Cardenal Cisneros de Madrid, del que en va ser director durant molts anys. Casat amb Laureana González Soubrié, del seu matrimoni no va tenir descendència.
Va pertànyer a les Reials Acadèmies de la Historia i de Ciències Exactes, Físiques i Naturals. D'aquesta última en fou escollit acadèmic numerari en 1880, però no en va prendre possessió fins a 1894 amb el discurs Cultura científica de España en el siglo XVI.
Va ser Conseller d'Instrucció Pública i va formar part de la Junta Superior d'Ensenyament i de la d'Estadística. Va tenir una actuació de gran ressonància internacional en sortir en defensa de les realitats espanyoles, refutando els errors que en matèria d'ensenyament contenia el gran mapa mural de M. Mornier, en l'Exposició Universal de París de 1867.
Va ser president del Centre Asturià de Madrid. A les seves gestions en el Consell Superior d'Instrucció es deu la creació i dotació de moltes escoles del país, com la d'Arts i Oficis de Gijón, llavors annexa a l'Institut. Va contribuir al fet que se li erigís una estàtua a Jovellanos a Gijón. A la seva mort va deixar un llegat per a la fundació i sosteniment d'un asil-col·legi per a nenes òrfenes denominat Santa Laureana, a Somió, a la rodalia de Gijón.

## Obres
Va publicar, entre altres obres, La Educación popular en España, així com diversos dedicats a l'ensenyament de les matemàtiques. Com a historiador, va escriure Cultura científica en España en el siglo XVI. La seva Geografía, Matemática o Elementos de Cosmografía fou durant molts anys llibre de text en escoles especials civils i militars.